# Авейде, Мария Оскаровна
Мария Оскаровна Авейде (13 [25] февраля 1884, Вятка — 8 апреля 1919, Екатеринбург) — активная участница борьбы за установление Советской власти в Поволжье и на Урале.

## Биография
Родилась 13 (25) февраля 1884 года в семье ссыльного поляка Оскара Авейде, присяжного поверенного. Брат Ярослав Авейде (1888—1921), член партии социалистов-революционеров.
В 1900 году окончила вятскую гимназию, занималась преподаванием на дому. С 1904 года — член Пермского комитета РСДРП. В 1905 году участвовала в революционных событиях в Перми, Мотовилихе, Екатеринбурге; член Екатеринбургского комитета партии; участвовала в создании Совета рабочих депутатов в Екатеринбурге. В феврале 1906 года — секретарь Уральской конференции РСДРП. Неоднократно подвергалась репрессиям. С 1908 года вела партийную работу в Самаре.
Состояла в незарегистрированном браке с революционером Николаем Бушеном.
В 1917 году руководила группой агитаторов при Самарском губкоме РСДРП(б). После временного падения в июне 1918 году Советской власти в Самаре вошла в состав подпольного комитета РКП(б).
В сентябре 1918 года была арестована белогвардейцами и направлена на Дальний Восток, но под Иркутском бежала. Приехав в Екатеринбург, стала секретарём комитета РКП(б), вошла в состав подпольной группы Антона Валека.
Была арестована белочехами 31 марта 1919 года и 8 апреля зарублена вместе с товарищами вблизи Верх-Исетского завода.

## Память
Именем Марии Авейде названы:
- улица в Самаре
- улица в Екатеринбурге.